# A négy évszak (Vivaldi)
A négy évszak (olaszul: Le quattro stagioni) Antonio Vivaldi olasz zeneszerző egyik legismertebb, négy hegedűversenyből álló műve, amelyek mindegyike zenei kifejezést ad egy-egy évszaknak. 1720 körül íródott, és 1725-ben jelent meg Amszterdamban, az Il cimento dell’armonia e dell’inventione, azaz A harmónia és a találékonyság erőpróbája című, összesen 12 hegedűversenyből álló sorozatban.

## A négy hegedűverseny
Mind a négy hegedűverseny három tételes, gyors-lassú-gyors elrendezésű.
I. E-dúr hegedűverseny, op. 8, RV 269, Tavasz (La primavera)
1. tétel. Allegro
2. tétel. Largo e pianissimo sempre
3. tétel. Allegro pastorale

II. g-moll hegedűverseny, op. 8, RV 315, Nyár (L’estate)
1. tétel. Allegro non molto
2. tétel. Adagio e piano – Presto e forte
3. tétel. Presto

III. F-dúr hegedűverseny, op. 8, RV 293, Ősz (L’autunno)
1. tétel. Allegro
2. tétel. Adagio molto
3. tétel. Allegro

IV. f-moll hegedűverseny, op. 8, RV 297, Tél (L’inverno)
1. tétel. Allegro non molto
2. tétel. Largo
3. tétel. Allegro

## A szonett szövege
A négy évszak hegedűversenyéhez egy szonett társul, amelyet egy ismeretlen személy vagy talán maga Vivaldi írt.
| Szonett | olasz | magyar | zenemű hallgatása |
| ------- | --- | --- | --- |
| Tavasz  | Allegro Giunt' è la Primavera e festosetti La Salutan gl' Augei con lieto canto, E i fonti allo Spirar de' Zeffiretti Con dolce mormorio Scorrono intanto: Vengon' coprendo l' aer di nero amanto E Lampi, e tuoni ad annuntiarla eletti Indi tacendo questi, gl' Augelletti; Tornan' di nuovo al lor canoro incanto: Largo E quindi sul fiorito ameno prato Al caro mormorio di fronde e piante Dorme 'l Caprar col fido can' à lato. Allegro Di pastoral Zampogna al suon festante Danzan Ninfe e Pastor nel tetto amato Di primavera all' apparir brillante.                                                             | Allegro Megérkezett az új tavasz, vidáman köszönti őt az ujjongó madárdal, s a csermelyek a szellő sóhajában frissülve futnak, édes suttogással. Villám és mennykő súlyos gráciával jelenti be sötét-libériásan, s hogy elcsitul az égzengés - madárdal hallik megint, benne zengő varázs van. Largo Virágos réten sugdosón lehelget a fű, a lomb és mély álomba bódul a kecskepásztor, hű kutyája mellett. Allegro S furulyaszó csendül az álmokon túl: a tündöklő tavaszban táncra kelnek a pásztorok s a nimfák csapatostul.                                      | Tavasz: 10 perc I. tétel: Allegro Probléma esetén lásd:Médiafájlok kezelése. II. tétel: Largo Probléma esetén lásd:Médiafájlok kezelése. III. tétel: Allegro Probléma esetén lásd:Médiafájlok kezelése. |
| Nyár    | Allegro non molto Sotto dura Staggion dal Sole accesa Langue l' huom, langue 'l gregge, ed arde il Pino; Scioglie il Cucco la Voce, e tosto intesa Canta la Tortorella e 'l gardelino. Zeffiro dolce Spira, mà contesa Muove Borea improviso al Suo vicino; E piange il Pastorel, perche sospesa Teme fiera borasca, e 'l suo destino; Adagio e piano – Presto e forte Toglie alle membra lasse il Suo riposo Il timore de' Lampi, e tuoni fieri E de mosche, e mosconi il Stuol furioso! Presto Ah, che pur troppo i Suo timor Son veri Tuona e fulmina il Ciel e grandinoso Tronca il capo alle Spiche e a' grani alteri. | Allegro non molto A nap hevétől elgyengülve tikkad a nyáj, az ember, ég a cserje is, elomlik hangja a kakukk-madárnak, a gerledal merő szín és merő íz. Szellő piheg, de már tarolva támad reá észak szele, mindent söpör, visz, a pasztorál a védtelen magánynak partján zokog, vihart rettegve ő is. Adagio e piano – Presto e forte Mozdul a pásztor félve, izgatottan, dörög az ég, rajta villám cikáz át, legyek köröznek megbolydult rajokban. Presto Fenséges félelem, amit a nyár ád: vadul villámlik, az ég szinte robban, lefejezi a délceg búza szárát.   | Nyár: 11 perc I. Allegro non molto Probléma esetén lásd:Médiafájlok kezelése. II. Adagio Probléma esetén lásd:Médiafájlok kezelése. III. Presto Probléma esetén lásd:Médiafájlok kezelése.              |
| Ősz     | Allegro Celebra il Vilanel con balli e Canti Del felice raccolto il bel piacere E del liquor de Bacco accesi tanti Finiscono col Sonno il lor godere. Adagio molto Fà ch' ogn' uno tralasci e balli e canti L' aria che temperata dà piacere, E la Staggion ch' invita tanti e tanti D' un dolcissimo Sonno al bel godere. Allegro cacciator alla nov' alba à caccia Con corni, Schioppi, e cani escono fuore Fugge la belva, e Seguono la traccia; Già Sbigottita, e lassa al gran rumore De' Schioppi e cani, ferita minaccia Languida di fuggir, mà oppressa muore.                                                      | Allegro Vigad a szegény, táncolva, énekelve, a bő termést örvendezőn fogadja, ma még Bacchus borától víg a kedve - holnap álomba hamvad majd vigalma. Adagio molto Mindenki vigadjon, dalra, táncra kelve! Legyint a langyos légtenger fuvalma, a gazdag évszak mintha integetne: édes álomból szép gyönyörbe csalna. Allegro A vadászok hajnalban útra kelnek, kürttel, puskásan, alvó falvakon túl vadat hajszolva jó nyomot követnek. A megriadt vadállat puskaportul prüszköl, rohanna, ám futása sebzett, bukdácsol még, aztán a fűre fordul.                   | Ősz: 11 perc I. Allegro Probléma esetén lásd:Médiafájlok kezelése. II. Adagio molto Probléma esetén lásd:Médiafájlok kezelése. III. Allegro Probléma esetén lásd:Médiafájlok kezelése.                  |
| Tél     | Allegro non molto Agghiacciato tremar trà nevi algenti Al Severo Spirar d' orrido Vento, Correr battendo i piedi ogni momento; E pel Soverchio gel batter i denti; Largo Passar al foco i di quieti e contenti Mentre la pioggia fuor bagna ben cento Allegro Caminar Sopra il giaccio, e à passo lento Per timor di cader girsene intenti; Gir forte Sdruzziolar, cader à terra Di nuove ir Sopra 'l giaccio e correr forte Sin ch' il giaccio si rompe, e si disserra; Sentir uscir dalle ferrate porte Sirocco, Borea, e tutti i Venti in guerra Quest' é 'l verno, mà tal, che gioja apporte.[forrás?]                  | Allegro non molto Küszködni, fázva, csikorgó havakkal, csikaró, fájó, rettenetes szélben, topogni sűrűn, meg ne fagyj a télben, jeges világban, vicsorgó fogakkal. Largo Húzódni tűzhöz, terített víg asztal mellé, míg ott kinn az eső csak úgy szakad. Allegro Majd síkos úton, jaj, elesőfélben továbbhaladni, mindig egy arasszal: vigyázz, megcsúszol! Lábad nem szaladhat: No kelj fel, indulj hanem aztán jó kis roppanás: jég volt, beszakadt alattad! Sirokkó, bóra, ezerféle kófic rohama csap rád zúgó szél-hadaknak ilyen a tél hát, de van benne jó is. | Tél: 9 perc I. Allegro non molto Probléma esetén lásd:Médiafájlok kezelése. II. Largo Probléma esetén lásd:Médiafájlok kezelése. III. Allegro Probléma esetén lásd:Médiafájlok kezelése.                |

## Fordítás
- Ez a szócikk részben vagy egészben  a   The Four Seasons (Vivaldi) című angol Wikipédia-szócikk ezen változatának fordításán alapul.  Az eredeti cikk szerkesztőit annak laptörténete sorolja fel. Ez a jelzés csupán a megfogalmazás eredetét és a szerzői jogokat jelzi, nem szolgál a cikkben szereplő információk forrásmegjelöléseként.